# Matthew Lewis
Matthew David Lewis (Leeds, 1989. június 27. –) angol színész.
Leginkább Neville Longbottom szerepéből ismert a Harry Potter-filmsorozatból, amelynek az összes epizódjában ő alakította a szereplőt.

## Élete és pályafutása
A leedsi születésű Lewis 1995-ben debütált színészként az Ez is csak élet című televíziós filmben. 2001-ben formálhatta meg először az esetlen Neville Longbottomot a Harry Potter és a bölcsek köve című fantasyfilmben. A szereplőt tíz éven át alakította, utoljára a 2011-es Harry Potter és a Halál ereklyéi 2. című utolsó részben, mellyel kivívta a kritikusok elismerését.
2012-ben szerepet kapott a Felfelé a lejtőn című bűnügyi filmben, majd a The Syndicate, a  Bluestone 42 és a Halál a paradicsomban című brit televíziós sorozatok epizódjaiban. 2016-ban a Mielőtt megismertelek mellékszereplője volt, ezt újabb tévéműsorok követték: Ripper Street, Vidám vidék és Girlfriends. Játszott a Végállomás (2018) és a Babaváró (2020) című filmekben, 2020−2021-ben pedig Az élet dicsérete című sorozatban szerepelt.

## Filmográfia

### Film
| Év   | Magyar cím                          | Eredeti cím                                   | Szerep             | Magyar hang       |
| ---- | ----------------------------------- | --------------------------------------------- | ------------------ | ----------------- |
| 2001 | Harry Potter és a bölcsek köve      | Harry Potter and the Philosopher's Stone      | Neville Longbottom | Hám Bertalan      |
| 2002 | Harry Potter és a Titkok Kamrája    | Harry Potter and the Chamber of Secrets       | Neville Longbottom | Hám Bertalan      |
| 2004 | Harry Potter és az azkabani fogoly  | Harry Potter and the Prisoner of Azkaban      | Neville Longbottom | Hám Bertalan      |
| 2005 | Harry Potter és a Tűz Serlege       | Harry Potter and the Goblet of Fire           | Neville Longbottom | Hám Bertalan      |
| 2007 | Harry Potter és a Főnix Rendje      | Harry Potter and the Order of the Phoenix     | Neville Longbottom | Hám Bertalan      |
| 2009 | Harry Potter és a Félvér Herceg     | Harry Potter and the Half-Blood Prince        | Neville Longbottom | Hám Bertalan      |
| 2010 | Harry Potter és a Halál ereklyéi 1. | Harry Potter and the Deathly Hallows – Part 1 | Neville Longbottom | Hám Bertalan      |
| 2011 | Harry Potter és a Halál ereklyéi 2. | Harry Potter and the Deathly Hallows – Part 2 | Neville Longbottom | Hám Bertalan      |
| 2012 |                                     | The Night of the Loving Dead (rövidfilm)      | Nigel (hangja)     |                   |
| 2012 | Felfelé a lejtőn                    | The Rise                                      | Dodd               |                   |
| 2013 |                                     | The Sweet Shop                                | riporter           |                   |
| 2016 | Mielőtt megismertelek               | Me Before You                                 | Patrick            | Hám Bertalan      |
| 2018 | Végállomás                          | Terminal                                      | Lenny              |                   |
| 2020 | Babaváró                            | Baby Done                                     | Tim                | Karácsonyi Zoltán |

### Televízió
| Év        | Magyar cím                                         | Eredeti cím                                       | Szerep                            | Megjegyzések          |
| --------- | -------------------------------------------------- | ------------------------------------------------- | --------------------------------- | --------------------- |
| 1995      | Ez is csak élet                                    | Some Kind of Life                                 | Johnathan Taylor                  | tévéfilm              |
| 1996      | Dalziel és Pascoe nyomoz                           | Dalziel and Pascoe                                | Davy Plessey                      | 1 epizód              |
| 1997      |                                                    | Where the Heart Is                                | Billy Bevan                       | 1 epizód              |
| 1999      |                                                    | Heartbeat                                         | Alan Quigley                      | 1 epizód              |
| 2012      |                                                    | The Syndicate                                     | Jamie Bradley                     | 5 epizód              |
| 2013–2015 |                                                    | Bluestone 42                                      | Gordon "Towerblock" House tizedes | 2–3. évad (13 epizód) |
| 2015      | Halál a paradicsomban                              | Death in Paradise                                 | Dominic Claydon                   | 1 epizód              |
| 2016      | Ripper Street                                      | Ripper Street                                     | D S Samuel Drummond               | 4-5. évad (12 epizód) |
| 2016      | Vidám vidék                                        | Happy Valley                                      | Sean Balmforth                    | 2. évad (5 epizód)    |
| 2017      | Impractical Jokers – Totál szívatás                | Impractical Jokers                                | önmaga                            | 1 epizód              |
| 2018      |                                                    | Girlfriends                                       | Tom Dreyton                       | 5 epizód              |
| 2018      |                                                    | Nutritiously Nicola!                              | önmaga                            | 2 epizód              |
| 2020–2021 | Az élet dicsérete                                  | All Creatures Great and Small                     | Hugh Hulton                       | 7 epizód              |
| 2022      | Harry Potter 20. évforduló – Visszatérés Roxfortba | Harry Potter 20th Anniversary: Return to Hogwarts | önmaga                            | HBO Max különkiadás   |

## Fordítás
- Ez a szócikk részben vagy egészben  a   Matthew Lewis (actor) című angol Wikipédia-szócikk fordításán alapul.  Az eredeti cikk szerkesztőit annak laptörténete sorolja fel. Ez a jelzés csupán a megfogalmazás eredetét és a szerzői jogokat jelzi, nem szolgál a cikkben szereplő információk forrásmegjelöléseként.